# توکتاگولوو
توکتاگولوو (انگلیسی: Tuktagulovo) یک شهرک در شهرستان تویمازینسکی استان باشقیرستان کشور روسیه است.